# Преслав Йорданов
Преслав Анатолиев Йорданов е български футболист, централен нападател.

## Кариера
Юноша на Спартак Плевен, играе като нападател. През 2007 е привлечен в тима на Локомотив София едва на 18 години. Започва чудесно представянето си в контролните мачове с представителния тим, но след това е даден под наем в Локомотив Мездра през 2007, където треньор е баща му Анатоли Кирилов. Получава тежка контузия и играе малко, след което се завръща в тима на Локомотив. Изкарва подготовката с тима на железничарите, но отново е даден под наем този път на родния Спартак Плевен през 2008, където се оказва спасител като за 9 мача вкарва 7 гола. През 2009 отново е даден под наем този път на Беласица Петрич. През 2010 се утвърждава като важна част от тима на Локомотив София. Напуска през декември 2011, за да се присъедини към Черноморец Бургас. През сезон 2014/15 се завръща в Локомотив София. През лятото на 2015 подписва с ЦСКА. Дебютира за армейците на 9 август 2015 при победата с 3:0 над Струмска слава Радомир, като още в първия мач вкарва два гола. За целия сезон вкарва общо 34 гола в 26 мача, като печели купата на България за сезон 2015/16 и първото място в Югозападната В група. Започва и следващия сезон в тима на армейците, но през февруари 2017 е продаден на Ордабаси Казахстан. От март 2018 е футболист на Пирин Благоевград, а от декември 2018 е в редиците на Септември София. От 24 май 2020 е играч на Пирин Благоевград.
Преминава през юношеските формации на националния отбор на България, като записва и два мача с два гола за тима до 21 години. През септември 2016 е повикан в разширения състав на националния отбор на България за мача с Люксембург, но не влиза в игра. Дебютен и единствен мач за тима играе на 13 ноември 2016 при победата с 1:0 над Беларус, където влиза като резерва.

## Отличия
- Купа на България – 1 път носител (2016) с ЦСКА (София)
- Шампион на Югозападна В група с ЦСКА (София) през 2015/2016 г.